# DJMAX RAY
디제이맥스 레이(DJMAX RAY)는 펜타비전이 개발하고 네오위즈 인터넷이 배급하는 음악 게임이다. 게임 방식은 노트 건반 이고 iOS 플랫폼에서 2012년 9월 28일 출시되었다. 2013년 3월 3일에는 안드로이드 플랫폼의 지원이 시작되었다.

## 시스템
전반적으로, DJMAX PC 타이틀인 트릴로지를 계승했다. 다른 DJMAX 타이틀과 다르게 RAY에서는 '부스터'가 추가되었다. 또한, 게임머니인 MAX가 추가되었으며, 이것으로 기어나 노트 등을 구입할 수 있다. 그리고 레벨시스템도 추가되었다.

### 플레이
DJMAX RAY는 노트 건반으로 플레이 하며, 일부 누리꾼 사이에서 테크니카 방식을 따라 갈지도 모른다고 하였으나, 결국 탭소닉을 바탕으로 한 건반형으로 출시되었다. 또한 노트를 누를시 건반음이 나온다는 특징이 있다. 플레이 하기 전 여러 이펙트를 추가할 수 있다. 다른 디제이맥스 시리즈와 같이 피버 시스템이 존재한다.
- PLAY LINE

4Key, 5Key, 6Key
- 난이도(DIFFICULTY)

노멀(Normal), 하드(Hard), 맥시멈(MX=Maximum)
- 효과 (EFFECT)

속도 : x1, x1.5, x2, x2.5, x3, x3.5, x4, x4.5, x5, x5.5, x6, x6.5, x7, x7.5, x8 

이펙트 : Fade IN, Fade OUT, Fade IN 2, Fade OUT 2

이펙트 2 : 미러(MIRROR), 랜덤(RANDOM)

부스터 : EXP 부스터, MAX 부스터
- 피버(FEVER)

다른 디제이맥스 게임과 같이 피버가 커질수록 콤보수가 올라간다(예. x2 일 경우 한 건반을 두개로 치고, x5 일 경우 한 건반을 5개로 친다). 디제이맥스 포터블 시리즈와 같이 첫판에만 피버버튼을 누르고 피버 바가 채워지면 자동으로 다음 배수로 올라가고, 제한시간이 있다.

### 챌린지(해금)
PC게임인 트릴로지의 미션 시스템을 레이에 넣었다. 챌린지는 8개 스테이지로 구성이 되어있고, 각 곡마다 주어지는 조건이 다르다. 일부 스테이지에는 이펙트가 걸려진 미션이 있으며, 조건이 2가지 이상인 것도 있다. 8개 스테이지를 모두 완료하면 새로운 곡이 열리며, 어려운 난이도의 4개 스테이지가 추가로 열린다.

### 메달
DJMAX RAY 신규 기능으로서, 각 난이도 한 셋트 (예시 : A곡의 NM 난이도 4키, 5키, 6키 클리어)를 완료하면 메달을 얻는 방식이다. 1세트 완료시 동메달, 2세트 완료시 은메달, 3세트 완료시 금메달을 획득할 수 있으며, 모든 세트를 올콤보 클리어 했을시에는 레인보우 메달을 획득할 수 있다. 메달 획득시에는 엑스트라 보상이 주어진다.

### 커스터마이징
PC게임인 트릴로지의 노트, 기어를 계승하고, 노트 이펙트 효과를 추가하여 MENU에 'DJ INFO'에서 커스터마이징 할 수 있다.
Ray 단독 시스템으로, 부스터가 추가되었다.
- 노트(NOTE)[4]

기본, 시드, 다이아몬드, 스타디움, 자외선, 빠띠셰, 테슬라코일, 페인킬러, 캐롤, 마이더스, 인페르노, 마이크로스코프, 블레이즈
- 기어(GEAR)[5]

기본, 시드, 다이아몬드, 스타디움, 자외선, 빠띠셰, 테슬라코일, 페인킬러, 캐롤, 마이더스, 인페르노, 마이크로스코프, 블레이즈
- 노트 이펙트(CoolBomb, 쿨밤)[6]

기본, 쿼크, 웨이브, 브로큰하트, 코로나, 프로스트, 루미너스, 노바, 캐롤, 마이더스, 인페르노, 마이크로스코프, 버블
- 부스터(Booster)[7]

EXP 부스터(1210원), MAX 부스터(1210원), 이펙트 무효화(2420원)

### 상점(STORE)
이곳에서 Music Pack이나, 기어, 노트, 노트 이펙트, 부스터, 번들팩을 구입할 수 있다.
- Music Pack[8]

BASIC, Entrance, Delight, Metal Black, Club Trance, Sledgehammer

Harmony, Fusion, Rapid Stream, Wrath, Ultraviolet

DJMAX Classic 1, Scarlet Ray, Dramatic

Emotional Sense, DJMAX Classic 2, RemiXounD

DJMAX Classic 3, DJMAX Classic 4, Spectacular

DJMAX Classic 5, DJMAX Classic 6, Sweetheart

Next Wave, DJMAX Classic 7, DJMAX Classic 8

- 기어

커스터마이징에서 설명한 것과 같다.
- 노트

커스터마이징에서 설명한 것과 같다.
- 노트 이펙트

커스터마이징에서 설명한 것과 같다.
- 부스터

커스터마이징에서 설명한 것과 같다.
- 번들팩

DJMAX RAY Bundle 1(Music Pack - Enterance, Delight, Metal Black, Club Trance, Sledgehammer, 2개의 유료아이템 - 노트 : 마이더스, 기어 : 인페르노)

DJMAX RAY Bundle 2(Music Pack - Fusion, Rapid Stream, Wrath, Ultraviolet, 2개의 유료아이템 - 노트 이펙트(쿨밤) : 버블, 기어 : 마이크로스코프)

DJMAX RAY Bundle 3(Music Pack - DJMAX Classic 3, DJMAX Classic 4, Spectacular)

DJMAX RAY Bundle 4(Music Pack - DJMAX Classic 5, DJMAX Classic 6, Sweetheart)

DJMAX RAY Bundle 5(Music Pack - Next Wave, DJMAX Classic 7, DJMAX Classic 8)

### 옵션
이곳에서는 볼륨, 트릴로지에서 공개되었던 Live Mode, Viberation, 피망플러스, 데이터 백업, In-app 아이템 복구, 데이터 초기화를 할 수 있다.

## 업데이트 목록
- 1.0.0, 2012년 9월 28일, ray 출시
- 1.0.1, 2012년 10월 8일, 피망플러스 로딩 지연 문제 수정
- 1.0.2, 2012년 10월 22일, 플레이 데이터 초기화 버그 수정 / 결제 실패 케이스 추가 / 챌린지 미션 난이도 수정 / 기타 버그 수정
- 1.0.3, 2012년 11월 11일, 뮤직팩 5개 추가(Harmony, Fusion, Rapid Stream, Wrath, Ultraviolet) / 뮤직플레이어 백그라운드 재생 기능 / 데이터 백업 시스템 변경 - 서버 업로드시 기기 데이터 삭제X / 기타 버그 수정
- 1.0.4, 2012년 12월 6일, 뮤직팩 3개 추가(DJMAX Classic 1, Scarlet Ray, Dramatic) / 로그인 프로세스 수정 / 기타 버그 수정
- 1.0.5, 2013년 1월 18일, 뮤직팩 3개 추가(DJMAX Classic 2, Emotional Sense, RemiXounD) / 메달 시스템 변경 / 구입하지 않은 뮤직팩 PRIVIEW PLAY 기능 / 게임UI 변경
- 1.0.6, 2013년 2월 15일, 뮤직팩 3개 추가(DJMAX Classic 3, DJMAX Classic 4, Spectacular)
- 1.0.7, 2013년 4월 8일, 뮤직팩 3개 추가(DJMAX Classic 5, DJMAX Classic 6, Sweetheart)
- 1.0.8, 2013년 4월 29일, 뮤직팩 3개 추가(Next Wave, DJMAX Classic 7, DJMAX Classic 8)